# Silviu Izvoranu
Silviu Izvoranu est un footballeur roumain né le 3 décembre 1982 à Galați.
Il évolue au poste de défenseur ou de milieu de terrain.

## Palmarès
Vierge